# بیور کریک، شهرستان اش، کارولینای شمالی
بیور کریک (به انگلیسی: Beaver Creek) یک منطقهٔ مسکونی در ایالات متحده آمریکا است که در شهرستان اش، کارولینای شمالی واقع شده‌است. بیور کریک ۹۲۶٫۹۱ متر بالاتر از سطح دریا واقع شده‌است.